# Shannonomyia (Shannonomyia) lenitatis
Shannonomyia (Shannonomyia) lenitatis is een tweevleugelige uit de familie steltmuggen (Limoniidae). De soort komt voor in het Neotropisch gebied.